# لويس ر. فوستر
لويس ر. فوستر (بالإنجليزية: Lewis R. Foster)‏ هو كاتب سيناريو وملحن ومخرج أمريكي، ولد في 5 أغسطس 1898 في بروكفيلد في الولايات المتحدة، وتوفي في 10 يونيو 1974 في تيهاتشابي في الولايات المتحدة.

## وصلات خارجية
- لويس ر. فوستر على موقع IMDb (الإنجليزية)
- لويس ر. فوستر على موقع ألو سيني (الفرنسية)
- لويس ر. فوستر على موقع أول موفي (الإنجليزية)
- لويس ر. فوستر على موقع قاعدة بيانات الأفلام السويدية (السويدية)
- لويس ر. فوستر على موقع قاعدة بيانات الفيلم (الإنجليزية)
- لويس ر. فوستر على موقع كينوبويسك (الروسية)